# Wampiry i świry
Wampiry i świry (ang. Vampires Suck, 2010) – amerykański film, parodia serii Zmierzch, za scenariusz i reżyserię odpowiadają Jason Friedberg i Aaron Seltzer.
Film realizowano w Bossier City oraz w Shreveport, w stanie Luizjana (USA).

## Opis fabuły
Film jest parodią serii filmów Zmierzch, akcja filmu rozgrywa się w Sporks w stanie Waszyngton. W miasteczku dzieje się coś niepokojącego gdyż codziennie giną ludzie. Mieszkańcy nie wiedzą co się dzieje mimo iż znaleziono ciało rybaka z ugryzieniami na szyi.

## Obsada
- Jenn Proske jako Becca Crane
- Matt Lanter jako Edward Sullen
- Diedrich Bader jako Frank Crane
- Christopher N. Riggi jako Jacob White
- Ken Jeong jako Daro
- Anneliese van der Pol jako Jennifer
- Arielle Kebbel jako Rachel
- B.J. Britt jako Antoine
- Charlie Weber jako Jack
- Emily Brobst jako June
- Bradley Dodds jako Salvatore
- Mike Mayhall jako Nicholas
- Rett Terrell jako Max
- Stephanie Fischer jako Rosalyn
- Nick Eversman jako Jeremiah
- Zane Holtz jako Alex
- Crista Flanagan jako Eden
- Jeff Witzke jako Dr.Carlon
- Jun Hee Lee jako Derric
- Kelsey Ford jako Iris
- David DeLuise jako Fisherman Scully
- Krystal Mayo jako Buffy the Vampire Slayer
- Ike Barinholtz jako Bobby White
- Dave Foley jako Principal Smith
- Helena Barrett jako Alice
- Matthew Warzel jako John